# Nguyễn Văn Lém
 (mars 2025).

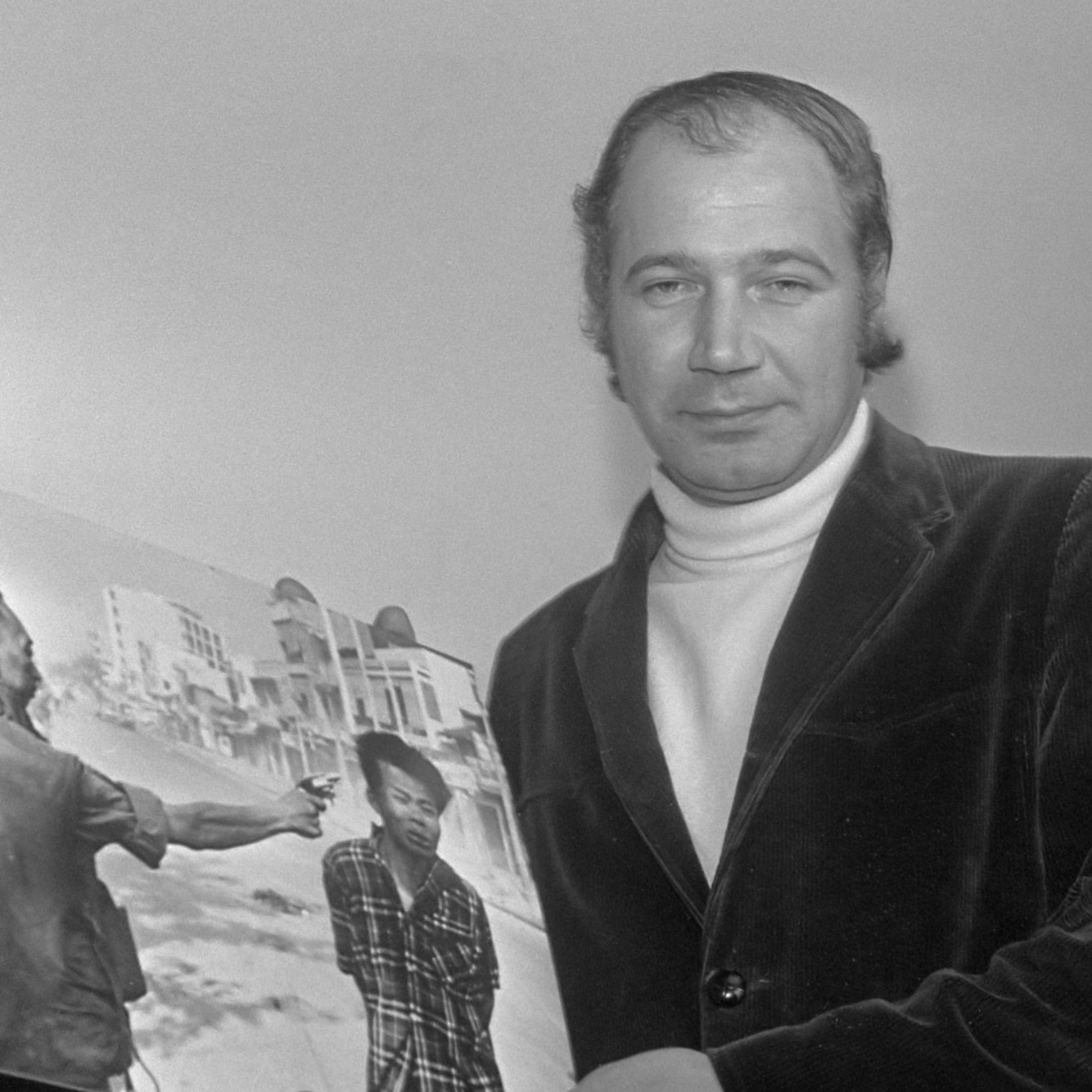
Eddie Adams tenant la photographie de l'exécution de Nguyễn Văn Lém.

Nguyễn Văn Lém, né en 1931 ou en 1932 et mort le 1er février 1968 à Saïgon, est un membre du Front national de libération du Sud Viêt Nam (Việt Cộng) capturé puis exécuté sommairement à Saïgon par le général Nguyễn Ngọc Loan lors de l'offensive du Tết.
L'exécution, photographiée par le photojournaliste Eddie Adams, est particulièrement célèbre ; elle apportera à Adams  le prix World Press Photo of the Year en 1968 et le prix Pulitzer en 1969.

## Biographie
L'historien britannique Max Hastings relate que Lém aurait personnellement exécuté le lieutenant-colonel sud-vietnamien Nguyễn Tuân, sa femme, ses six enfants et la mère de l'officier peu de temps avant d'être lui-même exécuté.